# Northern Premier League
La Northern Premier League, est une ligue régionale de football anglaise créée en 1968 qui compose les niveaux 7 et 8  du système pyramidal du football en Angleterre avec la Southern League et l'Isthmian League. Elle regroupe trois divisions sur les niveaux 7 et 8 qui couvre géographiquement les régions du nord de l'Angleterre et le nord des Midlands.

## Histoire

Localisation de la Northern Premier League.

Lors de sa création, c'est la ligue principale inférieure à la Football League dans le nord de l'Angleterre jusqu'à la fondation de la Football Conférence en 1978. En 2004, la Conference North est créée, la Northern Premier League descend de nouveau d'un cran hiérarchique et passe à trois niveaux au-dessous de la Football League.

## Organisation
Les trois championnats qu'elle organise sont la Premier Division (niveau 7), la Division One North West (niveau 8) et la Division One South East (niveau 8 également).

### Premier Division
Vingt-deux équipes prennent part à ce championnat pour une saison. Le champion est automatiquement promu en National League, principalement dans la poule North mais possible dans celle du South. Les trois derniers clubs sont relégués au niveau 8, c'est-à-dire en Division One, la poule étant déterminée suivant la localisation des clubs.

### Division One
Cette division est composée de deux poules de 20 clubs chacune, déterminées suivant leur localisation : la Division One North West, qui prend place sur une partie nord et ouest du territoire, et la Division One South East, qui quant à elle prend place place sur une partie sud et est. A la fin de saison, le champion de chaque poule accède à la Premier Division alors que les quatre équipes de la deuxième à la cinquième place se disputent l'accession.

## Clubs engagés
Cette section représente les clubs engagés lors de la saison 2023-2024
| - Ashton United - Atherton Collieries - Bamber Bridge - Basford United - Bradford (Park Avenue) - FC United of Manchester - Gainsborough Trinity - Guiseley - Hyde United - Ilkeston Town - Lancaster City - Macclesfield - Marine - Marske United - Matlock Town - Morpeth Town - Radcliffe - Stafford Rangers - Warrington Rylands 1906 - Whitby Town - Workington - Worksop Town | - 1874 Northwich - Avro - Belper Town - Bootle - Chasetown - City of Liverpool - Clitheroe - Hanley Town - Hednesford Town - Kidsgrove Athletic - Leek Town - Liversedge - Mossley - Nantwich Town - Newcastle Town - Prescot Cables - Runcorn Linnets - Stalybridge Celtic - Trafford - Vauxhall Motors - Widnes - Witton Albion | - Ashington - Bridlington Town - Brighouse Town - Carlton Town - Cleethorpes Town - Consett - Dunston UTS - Grantham Town - Grimsby Borough - Hebburn Town - Newton Aycliffe - North Ferriby - Ossett United - Pontefract Collieries - Sheffield - Stocksbridge Park Steels - Stockton Town - Winterton Rangers | - Association Football Club Rushden & Diamonds - Anstey Nomads - Bedworth United - Boldmere St Michaels - Cambridge City - Coleshill Town - Corby Town - Coventry Sphinx - Gresley Rovers - Harborough Town - Hinckley LRFC - Loughborough Dynamo - Lye Town - Quorn - Rugby Town - Shepshed Dynamo - Spalding United - Sporting Khalsa - Sutton Coldfield Town - Walsall Wood |